# جيمس دبليو. مالوني
جيمس دبليو. مالوني (بالإنجليزية: James W. Maloney)‏ هو مدرب خيول أمريكي، ولد في 1 أبريل 1909 في الولايات المتحدة، وتوفي في 10 مارس 1984.